# Ścibor Bażyński
Ścibor Bażeński (Ścibor de Beisen, Stibor von Baysen, Bajena, Ścibor Bażyński) herbu Bażeński (zm. 1480) – szlachcic pruski. Był drugim gubernatorem Prus (pierwszym był jego brat Jan), wybrany przez sejm stanów pruskich w Elblągu w listopadzie 1459. W 1472 r. mianowany starostą generalnym Prus Królewskich. Współzałożyciel Związku Pruskiego i uczestnik wojny trzynastoletniej.

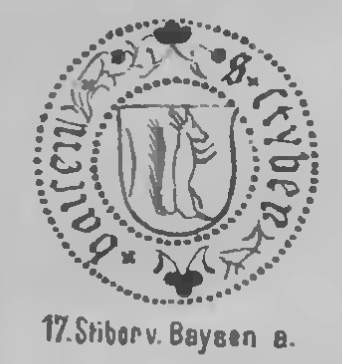
Wizerunek pieczęci Ścibora Bażyńskiego

Od 1454 wojewoda królewiecki, od 1456 wojewoda elbląski, od 1467 wojewoda malborski (województwo elbląskie zmieniło wtedy nazwę na malborskie).
Był sygnatariuszem i gwarantemaktu pokoju toruńskiego 1466 roku.